# Bökelbergstadion
Le Bökelbergstadion était un stade de football situé à Mönchengladbach, en Allemagne. 
C'était le stade du Borussia Mönchengladbach avant l'inauguration du Borussia-Park en 2004. Le stade avait une capacité de 34 500 places.
Le stade a été démoli en août 2006 pour faire place en 2007 à un ensemble immobilier.

## Histoire
Le stade du Borussia Mönchengladbach eut beaucoup de noms depuis sa construction initiale le 20 septembre 1919, où il portait le nom de « Westdeutsche Stadion ». Il fut endommagé lors de la Seconde Guerre mondiale. On le reconstruisit en 1952, mais en 1954 le terrain dut être vendu à la ville pour désendetter le club. En 1960, après que le club eut gagné la coupe d'Allemagne, l'aménagement du stade fut poursuivi; 32 000 spectateurs trouvaient alors place au stade, dont le nom était devenu Bökelbergstadion. Lors des matchs de qualification pour la Bundesliga en 1965, des tribunes provisoires ont été ajoutées à l'aile Est. Un an après le retour en première division, la première tribune couverte a été construite. Mais elle ne sera modernisée et aménagée qu'après la cinquième consécration en championnat en 1977. Le stade n'étant pas assez grand pour les matchs internationaux, le club dut plusieurs fois prendre domicile au Rheinstadion, dans la ville voisine de Düsseldorf, notamment lors de la finale de la coupe UEFA 1975. Dès la Coupe du monde de 1974, le stade ne faisait déjà plus partie des meilleurs stades du pays.

## Galerie

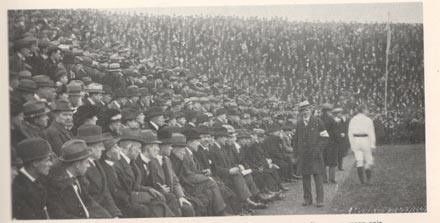
Le stade en 1921
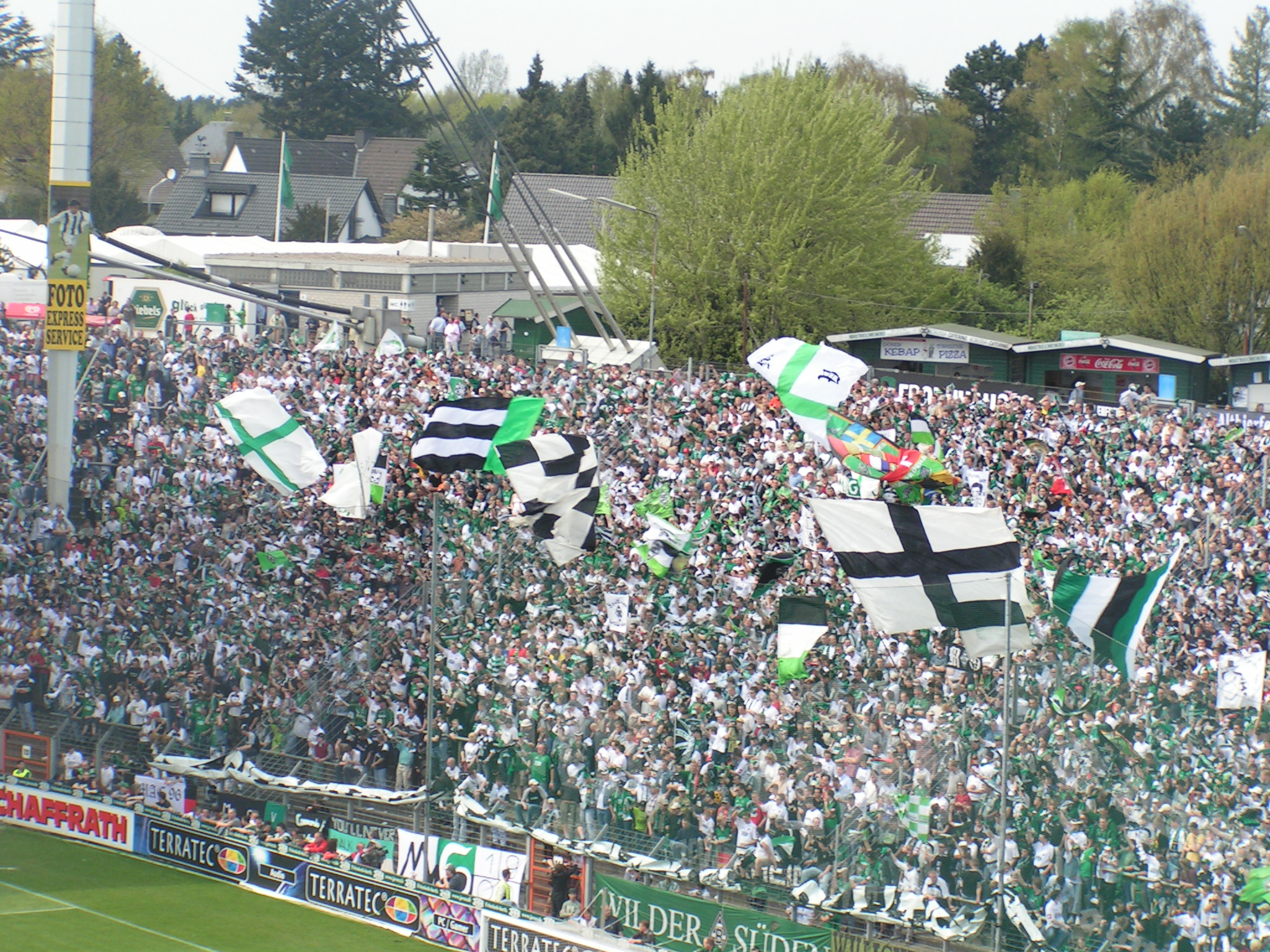
Supporters du Borussia dans le Bökelbergstadion